# Liste der Ehrendoktoren der Universität Augsburg
Die Liste der Ehrendoktoren der Universität Augsburg führt alle Personen auf, die von der Universität Augsburg die Doktorwürde ehrenhalber verliehen bekommen haben.

## Ehrendoktoren
- Ruggero J. Aldisert, Adjunct Professor of the University of Pittsburgh, Chief Judge, U.S. Court of Appeals for the Third Circuit (1984)
- David B. Audretsch, Direktor des Max-Planck-Instituts für Ökonomik, Jena, Direktor des Institutes of Development Strategies der Indiana University, Bloomington (2008)
- Michel Balinski, CNRS und École Polytechnique, Paris (2004)
- Karl Böck, Ministerialdirektor a. D. (1989)
- Ronald A. Brand, Professor of Law, University of Pittsburgh (2011)
- Bruno Bushart, Honorarprofessor für Kunstgeschichte an der Universität München, Direktor a. D. der Städtischen Kunstsammlungen Augsburg (1983)
- Walter Busse von Colbe, ord. Professor für Theoretische Betriebswirtschaftslehre an der Ruhr-Universität Bochum (1994)
- Carlo Azeglio Ciampi, Staatspräsident der Republik Italien a. D. und Senator auf Lebenszeit (2008)
- Lothar Collatz, em. ord. Professor für Mathematik am Institut für Angewandte Mathematik der Universität Hamburg (1985)
- Klaus Dransfeld, em. Ordinarius für Experimentalphysik der Universität Konstanz (1996)
- Erhard Eppler, Bundesminister a. D. (2002)
- Theodor Eschenburg, em. ord. Professor für Wissenschaftliche Politik an der Eberhard-Karls-Universität zu Tübingen (1985)
- Wolfgang Fleischer, em. ord. Professor an der Universität Leipzig (1990)
- Joachim Gauck, elfter Bundespräsident der Bundesrepublik Deutschland und ehem. Bundesbeauftragter für die Unterlagen des Staatssicherheitsdienstes der ehemaligen DDR (2005)
- Burkart Grob, Unternehmer in Mindelheim (1988)
- John G. Halstead, Professor an der Norman Paterson School of International Affairs, Carleton University, Ottawa; Botschafter a. D. (1994)
- John Hattie, Professor für Erziehungswissenschaften, Melbourne Education Research Institute an der University of Melbourne (Australien) (2016)
- Friedrich Hirzebruch, ordentlicher Professor der Mathematik an der Universität Bonn und Direktor des Max-Planck-Instituts für Mathematik, Bonn (2007)
- Karl-Heinz Hoffmann, ordentlicher Professor für Angewandte Mathematik an der Technischen Universität München (2001)
- Ludwig Huber, Bayerischer Staatsminister für Unterricht und Kultus a. D., Vorsitzender des Vorstandes der Bayerischen Landesbank (1973)
- Walter Jens, em. ord. Professor für Rhetorik an der Universität Tübingen (1992)
- Helmuth Kittel, em. ord. Professor an der Westfälischen Wilhelms-Universität Münster (1983)
- René König, em. ord. Professor an der Universität zu Köln (1981)
- Peter Lerche, em. ordentlicher Professor für Öffentliches Recht an der Ludwig-Maximilians-Universität, München, ordentliches Mitglied der Bayerischen Akademie der Wissenschaften (2001)
- Jean-Marie Lustiger, Erzbischof von Paris (1989)
- Hans Maier, Bayerischer Staatsminister für Unterricht und Kultus a. D., ord. Professor für Christliche Weltanschauung, Religions- und Kulturtheorie an der Universität München (1988)
- Peter Mertens, Ordinarius für Betriebswirtschaftslehre, insbesondere Wirtschaftsinformatik, Universität Erlangen-Nürnberg (2001)
- Max Müller, em. ord. Professor für Philosophie an der Universität München, Honorarprofessor an der Universität Freiburg (1989)
- Engelbert Niebler, Honorarprofessor an der Universität München, Bundesverfassungsrichter a. D. (1977)
- Haruo Nishihara, Waseda-Universität Tokio (1996)
- Marcel Reich-Ranicki, Honorarprofessor an der Universität Tübingen (1992)
- Andrea Riccardi, Università degli Studi Roma Tre Facoltà di Lettere e Filosofia (Scienze storiche) (2005)
- Kurt W. Rothschild, em. ord. Professor für Volkswirtschaftslehre an der Universität Linz
- Karl Ruppert, em. ordentlicher Professor am Institut für Wirtschaftsgeografie in der Fakultät für Betriebswirtschaftslehre der Ludwig-Maximilians-Universität München (2002)
- Frank Steglich, Max-Planck-Institut für Chemische Physik fester Stoffe, Dresden (2000)
- Jerzy Stelmach, Professor für Rechtsphilosophie an der Jagiellonen-Universität Krakau (2011)
- Josef Stimpfle, Erzbischof, em. Bischof von Augsburg (1985)
- Josef Stoer, ehem. ordentlicher Professor für Angewandte Informatik (2007)
- Rita Süssmuth, em. Professorin für Erziehungswissenschaften an der Universität Dortmund und Bundestagspräsidentin a. D. (2002)
- Morikazu Taguchi, Professor für Strafverfahrensrecht an der Waseda-Universität Tokio (2011)
- Akihiro Takeichi, Ordinarius für fundamentale Menschenontologie an der Graduiertenschule für Menschen‑ und Umweltforschung der Universität Kyoto (1995)
- Hans Ulrich, Professor an der Hochschule für Wirtschafts- und Sozialwissenschaften St. Gallen (1980)
- Eric Voegelin, em. ord. Professor an der Universität München (1981)
- Theo Waigel, ehem. Bundesminister der Finanzen (2023)[1]
- Harald Weinrich, em. Ordinarius für Deutsch als Fremdsprache der Universität München, Inhaber des Europa-Lehrstuhls für Romanische Sprachen und Literatur am College des France, Paris (1995)
- Peter Wendel, Professor of Law an der Pepperdine University in Malibu, Kalifornien (2011)
- Immolata Wetter, IBMV, Ordensschwester, Augsburg (1993)
- Luzius Wildhaber, ehem. Präsident des Europäischen Gerichtshofes für Menschenrechte (2009)
- Hans Wysling, em. Ordinarius für Neuere Deutsche Literatur, Zürich (1995)
- Hans Zehetmair, Bayer. Staatsminister für Wissenschaft, Forschung und Kunst a. D. (2005)